# Карме (супутник)
Карме (грец.Κάρμη) (англ. Carme) — нерегулярний супутник Юпітера, відомий також під назвою Юпітер XI. З 1955 по 1975 називався Пан (англ. Pan).
Назва закінчується на «е» згідно з правилами Міжнародного астрономічного союзу для позначення супутників з ретроградними орбітами.

## Відкриття
Відкритий 1904 року Сетом Барнсом Ніколсоном (англ. Seth Barnes Nicholson) в обсерваторії Маунт-Вілсон, що у Каліфорнії, і названий Юпітер XI. 1975 року отримав офіційну назву Гімалія — по імені персонажа давньогрецької міфології — німфи Гімалії. У Гімалію був закоханий Зевс (в римському пантеоні — Юпітер).

## Орбіта
Супутник за 702,28 земної доби здійснює повний оберт навколо Юпітера на відстані приблизно 23,4 Мкм. Орбіта має ексцентриситет 0,25.
Елара належить до групи Карме, супутників що обертаються за 23—24 Гм від Юпітера, з нахилами орбіт приблизно 165°. Орбіти супутиків постійно змінюються внаслідок впливу Сонця і Юпітера, в цій статті наведена інформація станом на 2000 рік.

## Фізичні характеристики
Супутник діаметром приблизно 46 кілометрів, альбедо 0,04. Оцінна густина 2,6 г/см³.
Має нейтрально-сірий колір (Показник кольору B-V=0.62, R-V=0.4). Так звані «водні» поглинання на довжинах хвиль 3 μм, подібно до астероїдів типу C, можуть свідчити про наявність води в мінералах астероїда.